# Северна Тиваида
Вижте пояснителната страница за други значения на Тиваида.
Северна Тиваида (Северная Фиваида) е поетично название на областта около северните руски градове Вологда и Белозерск, появивило се като сравнение с древноегипетската област Тиваида, известна като място на първите раннохристиянски монаси-отшелници.
Историческата област Тиваида (на гръцки: Θηβαΐδα) е старинно название на историко-географска област в Горен Египет; терминът произлиза от гръцкото название на старата египетска столица Тива.
Терминът Северна Тиваида е въведен в употреба от православния писател Андрей Муравьов, който публикува през 1855 г. своята книга „Русская Фиваида на Севере“, с размишления за поклонничеството по светите мества във Вологода и Белозерск.
Църковният историк Иван Концевич свързва разпространението на монашеството в Руския Север в края на XIV - началото на XVI век с философията на исихазма. Той отбелязва, че руската „Северна Тиваида с нищо не отстъпва на своя африкански първообраз, тъй като отшелниците в девствените гори на Заволжието по своята духовна сила и достижения са равни на отците от първите векове на християнството“
Понякога Северна Тиваида в тесен смисъл се нарича обширната околност на Кирило-Белозерския манастир. 